# Arnoud Okken
Arnoud Okken (Doetinchem, 20 april 1982) is een voormalige Nederlandse atleet, die zich heeft gespecialiseerd in de middellange afstanden, met name de 800 m. Hij werd sinds 2002 twaalfmaal Nederlands kampioen, waarvan negen keer op de 800 m en drie keer op de 1500 m. Bovendien veroverde hij op de 800 m eenmaal de Europese indoortitel. 

## Biografie

### Succesvolle juniortijd
Gestart als clubgenoot en trainingsmaatje van Bram Som, deed de uit Doetinchem afkomstige Okken reeds als junior van zich spreken. Zo behaalde hij op zijn specialiteit al vijfmaal een nationale jeugdtitel en werd bovendien tweemaal veldloopkampioen bij de A-junioren. Daarnaast nam hij deel aan diverse internationale toernooien. In 2000 werd Okken op de 800 m vijfde tijdens de wereldkampioenschappen voor junioren in Santiago, in 2001 gevolgd door een tweede plaats op diezelfde afstand bij de Europese jeugdkampioenschappen in Grosseto. Hij was tot halverwege 2023 met 1.45,64 houder van het nationale jeugdrecord, in 2001 gelopen tijdens de universiade in Peking, waar hij op de 800 m de vierde plaats voor zich opeiste. Zijn persoonlijk record op de 1500 m staat sinds 2002 op 3.37,46.

### Europees indoorkampioen
Op de Nederlandse indoorkampioenschappen in februari 2007 in Gent ontstond op de 800 m een spannend duel, waarin Okken verrassend Europees kampioen 2006 Bram Som versloeg. Kort daarna boekte hij internationaal zijn grootste succes. Op de Europese indoorkampioenschappen van 2007 in Birmingham in maart 2007 snelde hij op de 800 m, na een indrukwekkende wedstrijd waarbij hij bijna 600 meter aan kop liep, in een tijd van 1.47,92 naar de gouden medaille.
In de aanloop naar het outdoorseizoen kreeg Okken vervolgens last van een enkelblessure, waardoor hij zijn eerste optreden in de buitenlucht uitstelde tot op de Nederlandse kampioenschappen in Amsterdam, in het weekend van 1 juli 2007. Het werd op de 800 m in 1.50,30 een 'walk-over' voor de nieuwbakken Europese indoorkampioen, aangezien trainingsmaatje, regerend kampioen en 'eeuwige' concurrent Bram Som de NK vanwege achillespeesproblemen aan zich voorbij moest laten gaan. De maand juli stond voor Arnoud Okken verder helemaal in het teken van kwalificatie voor de wereldkampioenschappen in Osaka. Om hiernaar te worden uitgezonden moest ten minste worden voldaan aan de door de Atletiekunie gestelde B-limiet van 1.46,34. Op 28 juli had hij succes. Tijdens de Nacht van de Atletiek in Heusden op 28 juli werd hij met 1.45,88 zesde in een uiterst snelle race, in 1.43,84 gewonnen door de Amerikaan Alan Webb. Okken finishte direct voor Bram Som, die met 1.46,00 eveneens binnen de B-limiet bleef.
In de eerste helft van augustus toonde Arnoud Okken met tijden van 1.46,37 (Stockholm) en 1.46,51 (Breda) over voldoende vorm te beschikken om deelname aan de WK in Osaka met vertrouwen tegemoet te kunnen zien. Al had hij liever voldaan aan de scherpere A-limiet van 1.45,40. Want dan had hij reeds vóór Osaka zijn uit 2001 stammende PR van 1.45,64 verbeterd.

### Teleurstelling in Osaka
Eenmaal aan de start van zijn 800 meterrace in Osaka, bleek de onregelmatige voorbereiding voor de WK toch zijn tol te eisen. Okken koos in zijn serie bewust het hazenpad door op kop te gaan lopen, een tactiek die hij eerder met succes had toegepast. Hij moest ook wel, want met enkele snelle tegenstanders in zijn serie zou hij er niets aan hebben gehad om vierde de worden met een zwakke tijd. "Ik ben gewoon zo hard mogelijk gegaan. Maar ik ben in de aanloop naar het zomerseizoen geblesseerd geweest en moest steeds achterstand inhalen," aldus Okken direct na zijn door Gary Reed gewonnen serie, waarin hij met 1.47,23 als vijfde eindigde. Een bittere teleurstelling voor de ambitieuze middenafstander, die moest ervaren dat Europees indoorkampioen worden nog geen garantie is voor succes op mondiaal niveau.
Het teleurstellende jaar kreeg echter nog een extra vervelend einde. In oktober liep Okken, die inmiddels samen met trainingsmaatje Bram Som had besloten om de jarenlange relatie met bondscoach Honoré Hoedt te beëindigen en per 1 november 2007 over te stappen naar trainer-coach Grete Koens, een ernstige enkelblessure op als gevolg van een ongeval met zijn motor. Die kwam op zijn rechtervoet terecht, waardoor de band tussen kuit- en scheenbeen afscheurde. De hinder die hij hiervan ondervond, dwong hem tot een koerswijziging, waarbij hij zich voor 2008 richtte op de 1500 m. "Als ik veel sprint, reageert mijn enkel daar niet goed op. Ik moet te veel forceren op de 800 meter. Op de 1500 meter draait het minder om de sprint. De basisconditie is heel belangrijk. En die heb ik wel."

### Geen Olympische Spelen
Na een lange blessurepauze vierde Arnoud Okken op 25 juni 2008 op de Nijmegen Global Athletics zijn rentree. De 1500 m die hij daar liep - hij werd 4e in 3.41,84 - was beslist verdienstelijk te noemen, maar nog ver verwijderd van zijn persoonlijk beste tijd en de limiet voor de Olympische Spelen in Peking. En toen hij ruim twee weken later tijdens de MONDO Keien Meeting in Uden na een lange solo met 3.41,47 nauwelijks sneller bleek, werd duidelijk dat Peking, althans voor wat betreft dit nummer, er niet in zat. Een laatste poging op de 800 m in Oordegem, eind juli, leverde hem 1.46,96 op en daarmee was het pleit voor wat betreft deelname aan de Spelen voor Okken beslecht.

### Einde carrière
Nadat Arnoud Okken na zijn eerste wedstrijd van 2014, op 28 juni in Nijvel, last kreeg van zijn achillespees, bleek dat het zes weken zou duren om te herstellen. Daardoor werd het onmogelijk om zich te kwalificeren voor de Europese kampioenschappen van Zürich. Hierop besloot hij zijn topsportcarrière te beëindigen en verder te gaan met zijn studie geneeskunde.

## Kampioenschappen

### Internationale kampioenschappen
| Onderdeel | Titel                   | Jaar |
| --------- | ----------------------- | ---- |
| 800 m     | Europees indoorkampioen | 2007 |

### Nederlandse kampioenschappen
Outdoor
| Onderdeel | Jaar             |
| --------- | ---------------- |
| 800 m     | 2002, 2005, 2007 |
| 1500 m    | 2002, 2010       |

Indoor
| Onderdeel | Jaar                               |
| --------- | ---------------------------------- |
| 800 m     | 2002, 2003, 2004, 2005, 2007, 2010 |
| 1500 m    | 2006                               |

## Persoonlijke records
Outdoor
| Onderdeel   | Prestatie        | Datum            | Plaats     |
| ----------- | ---------------- | ---------------- | ---------- |
| 400 m       | 47,84            | 16 juni 2002     | Doetinchem |
| 800 m       | 1.45,64 (ex-NJR) | 1 september 2001 | Peking     |
| 1000 m      | 2.17,30          | 15 mei 2010      | Lisse      |
| 1500 m      | 3.37,46          | 14 juni 2002     | Kassel     |
| 1 Eng. mijl | 4.07,52          | 12 juli 2002     | Rome       |

Indoor
| Onderdeel | Prestatie | Datum           | Plaats    |
| --------- | --------- | --------------- | --------- |
| 800 m     | 1.46,27   | 29 januari 2005 | Stuttgart |
| 1000 m    | 2.20,31   | 1 februari 2002 | Erfurt    |
| 1500 m    | 3.43,24   | 7 maart 2003    | Linz      |

## Palmares

### 800 m
- 2000: 5e WJK - 1.49,10
- 2000:  NK - 1.50,89
- 2001: 4e Universiade - 1.45,64
- 2001:  NK indoor - 1.49,30
- 2001:  EJK - 1.48,02
- 2002:  NK indoor - 1.47,48
- 2002: 6e FBK Games - 1.46,02
- 2002:  Papendal Games - 1.46,29
- 2002:  NK - 1.49,02
- 2002: 5e EK - 1.48,39 (in ½ fin. 1.48,22)
- 2003:  NK indoor - 1.49,19
- 2003: 6e WK indoor - 1.48,71
- 2004:  NK indoor - 1.48,62
- 2004:  Europacup A - 1.45,64
- 2005:  NK indoor - 1.50,23
- 2005: 5e EK indoor - 1.49,77
- 2005:  NK - 1.49,53
- 2007:  NK indoor - 1.47,80
- 2007:  EK indoor - 1.47,92
- 2007:  NK - 1.50,30
- 2010:  NK indoor - 1.50,38
- 2010: 4e EK - 1.47,31

### 1500 m
- 2002:  NK - 3.44,51
- 2006:  NK indoor - 3.45,45
- 2010:  NK - 3.40,04

### veldlopen
- 2001: 15e EK veldlopen voor junioren - 19.59
- 2001: 102e WK veldlopen voor junioren - 28.58